# Really Simple Syndication
Really Simple Syndication (eenvoudige gelijktijdige publicatie), meestal afgekort tot RSS, is een familie van webfeedformaten. De afkorting RSS heeft drie betekenissen, namelijk:
- RDF Site Summary (waar RDF staat voor Resource Description Framework) (RSS 0.90 en RSS 1.0, heeft niets te maken met versie 0.91)
- Rich Site Summary (RSS 0.91)
- Really Simple Syndication (RSS 2.0, een uitbreiding van v0.91, heeft weer niets te maken met versie 1.0 - huidige standaard)

Alle RSS-varianten zijn XML-bestanden, RSS-feeds genaamd.

## Geschiedenis
RSS is als 'ScriptingNews format' ontwikkeld in 1997 door Dave Winer bij UserLand Software en in maart 1999 voor het eerst op grote schaal toegepast door Netscape (Dan Libby) bij My.Netscape. Ook toen was het bestandsformaat al bedoeld om webkopij in syndicatie te brengen, bij Netscape-pushkanalen. Netscape ondersteunt RSS niet meer sinds april 2001. Dave Winer zette de ontwikkeling voort binnen zijn bedrijf Userland.

## Gebruik
RSS wordt vooral gebruikt bij weblogs, fora, podcasts of nieuwssites om telkens op de hoogte te kunnen zijn van het laatste artikel/nieuws. Weblogs en fora worden meestal bijgehouden met speciaal ontwikkelde publicatiesoftware. Dit soort software (bijvoorbeeld WordPress, Blogger, Movable Type, Pivot en Joomla!) genereert naast de reguliere (X)HTML-output ook vrij eenvoudig, of zelfs automatisch, een RSS-feed.
RSS-feeds (XML-bestanden) worden in de regel gegenereerd door de publicatiesoftware van degene die een website onderhoudt. Deze vorm van publiceren is niet alleen voorbehouden aan webloggers. Ook grote webuitgaven als De Telegraaf, De Volkskrant, Trouw, The Washington Post en The New York Times publiceren hun kopij behalve in HTML ook in RSS.
RSS-feeds zijn te lezen met (online) RSS-lezers (zoals Feedly).
RSS-lezers zijn er in vele soorten en smaken, betaald en niet betaald, onder meer voor Linux, macOS, Windows en het webplatform (internetdiensten). Met sommige kan men alleen RSS-feeds lezen, met andere kan ook geblogd worden of kan men Usenet-groepen bezoeken.
De meeste grote webbrowsers ondersteunen RSS.
- De Safari-browser van Apple bevat sinds 2005 een ingebouwde RSS-lezer.
- Mozilla Firefox had lange tijd een ingebouwde RSS-lezer (genaamd 'Live Bookmarks' of 'Livebladwijzers').
- Sinds versie 7 ondersteunde ook Internet Explorer het gebruik van RSS-feeds.

Ook voor sommige mobiele telefoons, voornamelijk smartphones, zijn RSS-lezers te verkrijgen (bijvoorbeeld de Feedly-app).
Sinds RSS 2.0 (2002) kan RSS ook verwijzingen naar andere bestanden bevatten via enclosures. Dit laat bijvoorbeeld toe om RSS te gebruiken voor podcasting.

## RSS-syntaxis
Een eenvoudig RSS2-bestand met twee items ziet er als volgt uit:
```
 
<?xml version="1.0"?>

 
<rss
 
version=
"2.0"
>

   
<channel>

     
<title>
Wikipedia
 
Nederland
 
-
 
Nieuwe
 
artikelen
</title>
 

     
<link><nowiki>
//nl.wikipedia.org/
</nowiki></link>
 

     
<description>
Deze
 
webfeed
 
notificeert
 
u
 
van
 
nieuwe
 
artikelen
 
op
 
Wikipedia
 
NL.
</description>

     
<item>
                                                                                                                                                 

       
<title>
RSS
</title>
 

       
<link><nowiki>
//nl.wikipedia.org/wiki/Really_Simple_Syndication
</nowiki></link>
 

       
<description>
RSS,
 
of
 
Really
 
Simple
 
Syndication,
 
is
 
een
 
familie
 
van
 
webfeedformaten.
</description>
 

     
</item>

     
<item>

       
<title>
Atom
</title>
 

       
<link><nowiki>
//nl.wikipedia.org/wiki/Atom
</nowiki></link>
 

       
<description>
Atom
 
is
 
een
 
soort
 
webfeed,
 
net
 
als
 
RSS.
</description>
 

     
</item>

   
</channel>

 
</rss>

```